# Atticus Dean Mitchell
Atticus Dean Mitchell (né le 16 mai 1993 à Toronto au Canada) est un acteur canadien.

## Biographie
Il est surtout connu pour avoir joué Benny Weir dans le téléfilm Ma Baby-sitter est un vampire. Depuis début 2011, il incarne Benny Weir dans la série télévisée Ma baby-sitter est un vampire adaptée du téléfilm.
Il est à l'affiche de Appelez-moi DJ Rebel un disney channel original movie aux côtés de Debby Ryan.
Il interprète aussi Graydon en 2013, dans The Colony, film de science fiction horrifique.

## Filmographie

### Cinéma
- 2012 : Rainbow Connection (Court-métrage) : Matt
- 2012 : Where Do We Go From Here (Court-métrage) : Elliot
- 2013 : The Colony de Jeff Renfroe : Graydon
- 2014 : Iris (Court-métrage) : Marshall
- 2014 : What We Have : Lyes
- 2015 : Stonewall de Roland Emmerich : Matt

### Télévision
- 2009 et 2011 : Indie à tout prix (How to Be Indie) (série télévisée) : Carlos Martinelli
- 2010 : Living in Your Car (série télévisée) : Un jeune adolescent
- 2010 : Ma baby-sitter est un vampire (My Babysitter's a Vampire) (Téléfilm) : Benny Weir
- 2011-2012 : Ma baby-sitter est un vampire (My Babysitter's a Vampire) (série télévisée) : Benny Weir
- 2012 : Appelez-moi DJ Rebel (Radio Rebel) (Téléfilm) : Gabe
- 2013 : Hard Rock Medical (série télévisée) : Caleb
- 2013 : Bunks (Téléfilm) : Wookiee
- 2014 : Fargo (série télévisée) : Mickey Hess
- 2015 : Young Drunk Punk (en) (série télévisée) : Archibald Shinky / Andrew Shinky
- 2020 - 2023 : The Hardy Boys : J.B. Cox

## Voix francophones
- Sébastien Hébrant (Belgique)
  - Ma baby-sitter est un vampire (Téléfilm 2010) : Benny Weir
  - Ma baby-sitter est un vampire (My Babysitter's a Vampire) (série télévisée 2011-12) : Benny Weir

- Alexandre Crépet (Belgique) : Appelez-moi DJ Rebel (2012) (Téléfilm)
- Samuel Cahu : Fargo (série télévisée) : Mickey Hess
- Grégory Praet (Belgique) : The Hardy Boys (série télévisée 2020-23) : J.B. Cox